# Дубосеково (посёлок станции)
Дубосе́ково — посёлок станции в Волоколамском городском округе Московской области России.
С 2006 до 2019 года относился к сельскому поселению Чисменское, с 1994 до 2006 года — к Ждановскому сельскому округу Волоколамского района. Население — 140 чел. (2010).
Расположен рядом с бывшим одноимённым разъездом, в 9 км к юго-востоку от города Волоколамска.

«Мемориал Героям-панфиловцам» у разъезда Дубосеково

Близ посёлка 16 ноября 1941 года произошло сражение между советской 316-й стрелковой дивизией и 11-й танковой дивизией немецко-фашистских войск, что является подвигом 28 героев-панфиловцев.

## Достопримечательности
- Музей 28 Героев-панфиловцев. Открыт в 1967 году в деревне Нелидово (1,5 км от Дубосекова). В музее выставлены экспонаты, связанные с именами героев-панфиловцев. Представлены воспоминания, подлинники писем с фронта, подшивки газет, фотографии.
- Мемориал памяти 28 героев-панфиловцев открыт 6 мая 1975 года, к 30-летию Победы в Великой Отечественной войне. У подножия мемориала расположена невысокая гранитная памятная плита, на которой высечены слова:

Защищая Москву в суровые ноябрьские дни 1941 года, на этом рубеже в жестокой схватке c фашистскими захватчиками стояли насмерть и победили 28 героев-панфиловцев

## Население
| 2002 | 2006 | 2010 |
| ---- | ---- | ---- |
| 27   | ↗29  | ↗140 |